# Akhlidin Israilov
Akhlidin Israilov (tiếng Nga: Ахлидин Шукурович Исраилов, tr. Akhlidin Shukurovich Israilov; sinh ngày 16 tháng 9 năm 1994) là một cầu thủ bóng đá người Kyrgyzstan hiện đang thi đấu cho PSIS Semarang.

## Sự nghiệp
Trong năm đầu tiên tại câu lạc bộ, Ismailov ghi 4 bàn sau 15 trận, bao gồm 1 cú đúp vào lưới FC Odesa. Anh cũng thi đấu 2 trận cúp trước Shakhtar Sverdlovsk.
Israilov có màn ra mắt quốc tế ngày 15 tháng 10 năm 2013 trước Tajikistan. Anh ghi một bàn thắng và nhận 1 thẻ vàng, khi Kyrgyzstan đánh bại Tajikistan 1–4.

### Bàn thắng quốc tế
Tỉ số và kết quả liệt kê bàn thắng của Kyrgyzstan trước.
| #  | Ngày                 | Địa điểm                                                             | Đối thủ    | Tỉ số | Kết quả | Giải đấu       |
| -- | -------------------- | -------------------------------------------------------------------- | ---------- | ----- | ------- | -------------- |
| 1. | 15 tháng 10 năm 2013 | Sân vận động Dolen Omurzakov, Bishkek, Kyrgyzstan                    | Tajikistan | 1–4   | 1–4     | Giao hữu       |
| 2. | 16 tháng 5 năm 2014  | Sân vận động Câu lạc bộ Thể thao Al Kuwait, Thành phố Kuwait, Kuwait | Kuwait     | 1–0   | 2–2     | Giao hữu       |
| 3. | 7 tháng 1 năm 2019   | Sân vận động Khalifa bin Zayed, Al Ain, UAE                          | Trung Quốc | 1–0   | 1–2     | Asian Cup 2019 |